# Wayward Design
Wayward Design va ser una empresa del Regne Unit desenvolupadora de videojocs. Wayward va ser fundat per Dominic Robinson i Andrew Walrond el 1994, i es va ubicar a Bristol. L'empresa va ser comprada per Rage Software l'any 2000.

## Videojocs
- B-17 Flying Fortress The Mighty 8th